# Шилп бај Норторф
Шилп бај Норторф (њем. Schülp b. Nortorf) општина је у њемачкој савезној држави Шлезвиг-Холштајн. Једно је од 165 општинских средишта округа Рендсбург. Према процјени из 2010. у општини је живјело 848 становника. Посједује регионалну шифру (AGS) 1058147.

## Географски и демографски подаци
Шилп бај Норторф се налази у савезној држави Шлезвиг-Холштајн у округу Рендсбург. Општина се налази на надморској висини од 29 метара. Површина општине износи 9,9 km². У самом мјесту је, према процјени из 2010. године, живјело 848 становника. Просјечна густина становништва износи 86 становника/km².